# إكرام (اسم)
إكرام هو اسم علم مؤنث عربي، يعني التكريم والتنزيه والتعظيم والتشريف.

## الشخصيات
- إكرام عزو، ممثلة مصرية
- إكرام عزوز، ممثل مسرحي سينمائي وتلفزي ومنتج تونسي
- إكرام كروات، ملاكمة تونسية ألمانية
- إكرام القباج، فنانة ونحاتة مغربية
- إكرام أنطاكي، كاتبة مكسيكية